# Alluvione lampo

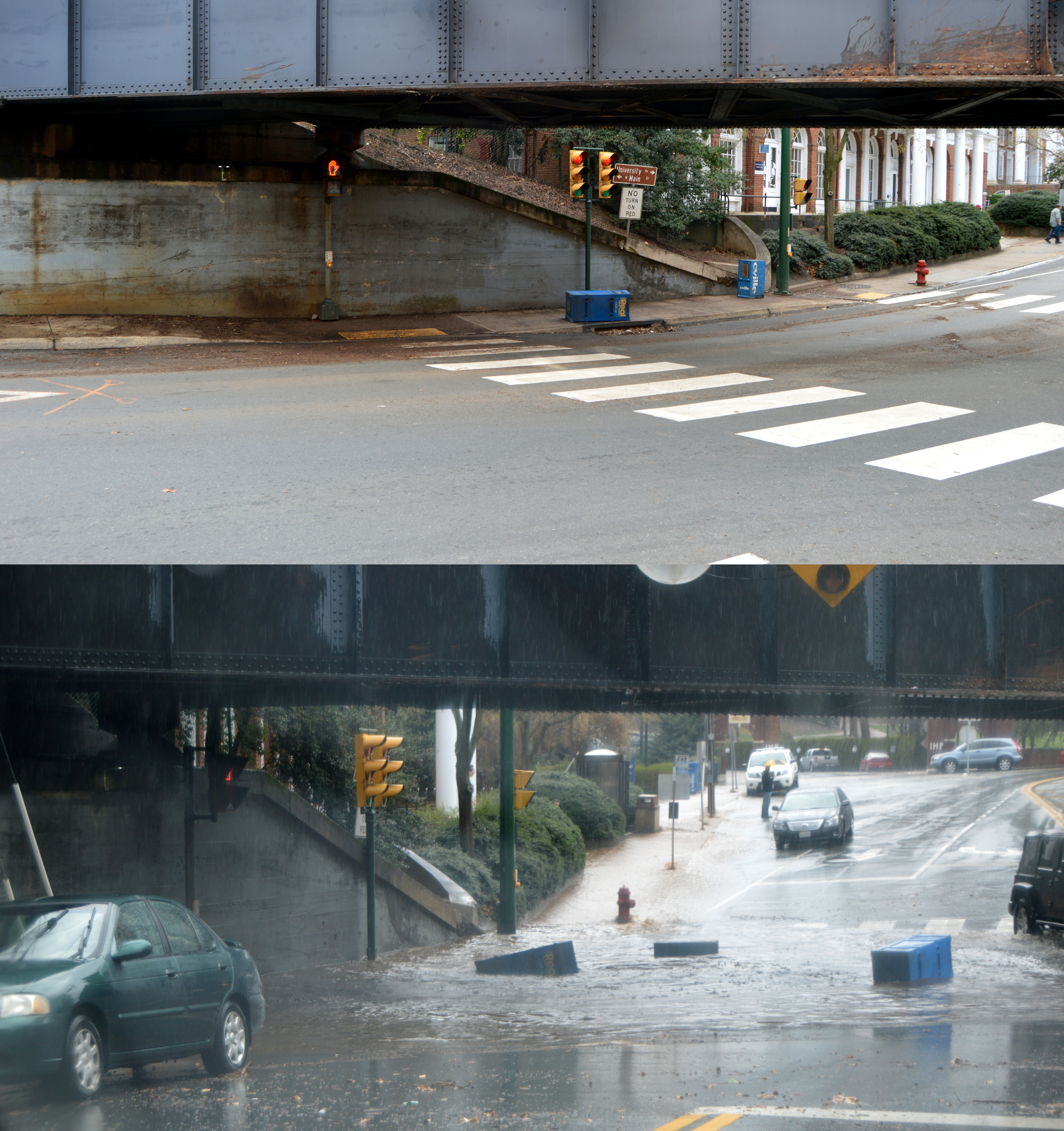
Un sottopassaggio a Charlottesville, nella Virginia, Stati Uniti. In condizioni normali (in alto) e dopo quindici minuti di forte pioggia (in basso)

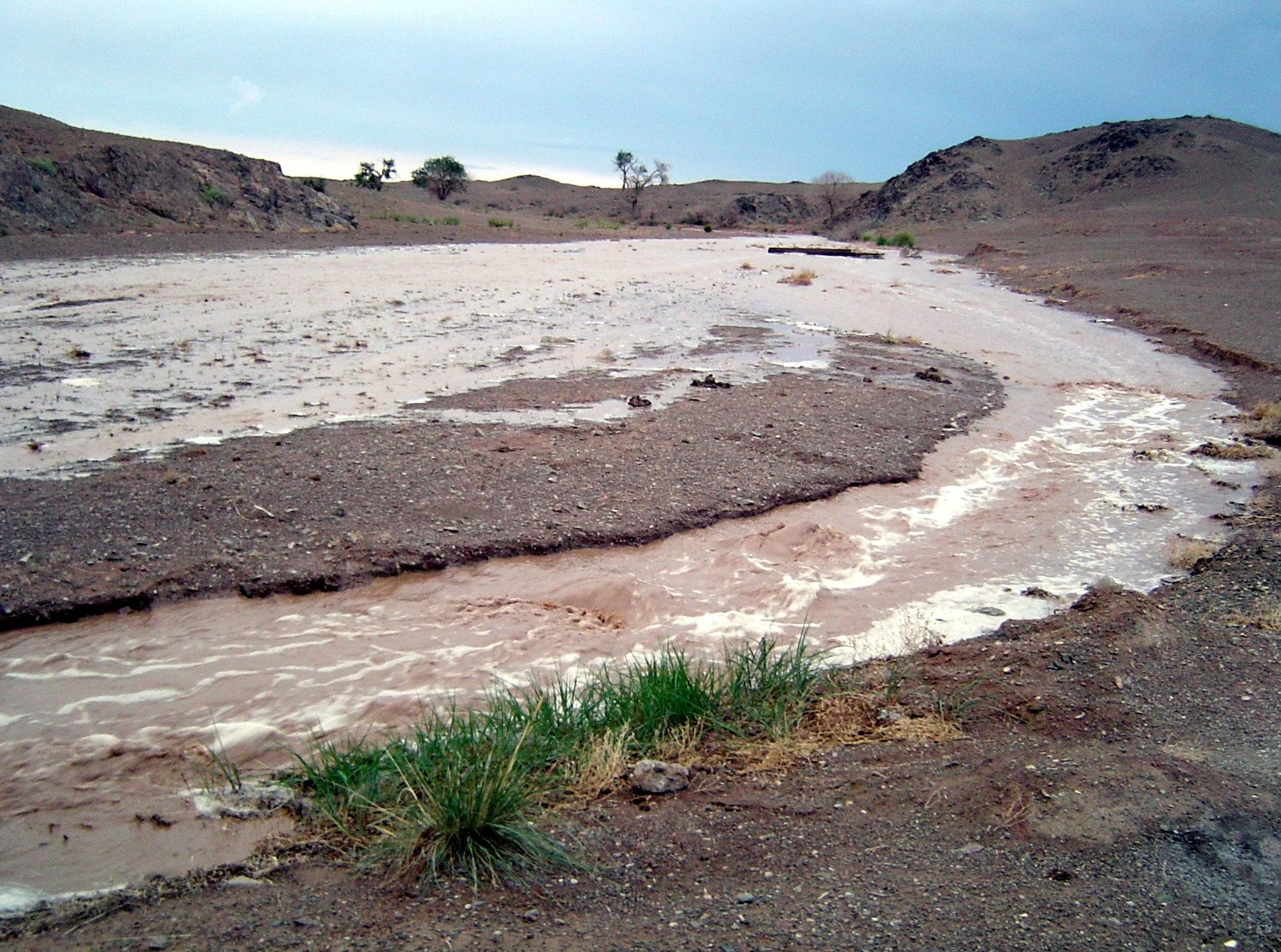
Un'inondazione lampo dopo un temporale nel Gobi, in Mongolia

Un'alluvione lampo (dall'inglese flash flood) è una rapida inondazione di aree basse: paludi, fiumi, laghi secchi e depressioni. Può essere causato da forti piogge associate a forti temporali, uragani o tempeste tropicali, oppure dall'acqua scioltasi dal ghiaccio o dalla neve che scorre su calotte di ghiaccio o sui ghiacciai. Inondazioni improvvise possono verificarsi anche dopo il crollo di una diga naturale di ghiaccio o detriti, o di una struttura umana come una diga artificiale, come avvenne prima dell'alluvione di Johnstown del 1889. Le inondazioni improvvise si distinguono dalle inondazioni regolari perché hanno un intervallo temporale inferiore a sei ore tra le precipitazioni e l'inizio dell'inondazione.
Le inondazioni lampo rappresentano un rischio significativo, poiché negli Stati Uniti causano più vittime in media rispetto a fulmini, tornado o uragani. Le inondazioni improvvise possono anche depositare grandi quantità di sedimenti sulle pianure alluvionali e possono distruggere la vegetazione non abituata alle frequenti condizioni di inondazione.

## Cause

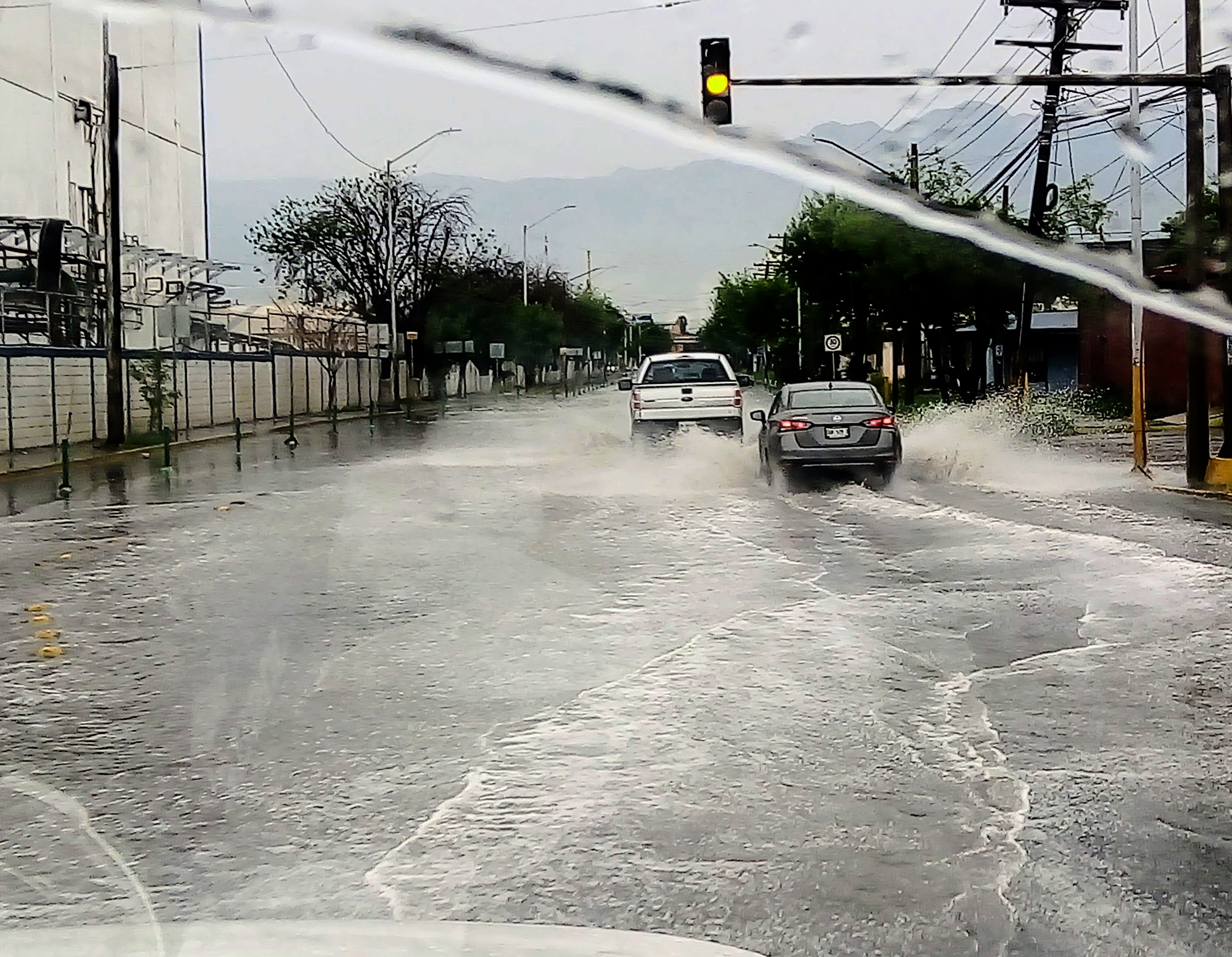
Strada allagata nel nord del Messico, dopo un temporale di 3-5 ore che si è verificato durante una siccità durata quasi un anno

Le inondazioni improvvise si verificano più spesso in aree aride che hanno recentemente ricevuto precipitazioni, ma possono essere osservate ovunque, anche a molti km dalla fonte originaria. Nelle aree sopra o vicino ai vulcani, si sono verificate inondazioni lampo anche dopo le eruzioni, quando i ghiacciai si sciolgono a causa del caldo intenso. È noto che le inondazioni improvvise si verificano nelle catene montuose più alte degli Stati Uniti e sono comuni anche nelle aride pianure degli Stati Uniti sudoccidentali. Le inondazioni improvvise possono anche essere causate da uragani e altre tempeste tropicali, così come dall'improvviso effetto di scioglimento delle dighe di ghiaccio. Le attività umane possono anche causare inondazioni improvvise. Quando crollano le dighe, può fuoruscire una grande quantità di acqua e distruggere tutto ciò che incontra sul tragitto.